# RU Возничего
RU Возничего (лат. RU Aurigae) — одиночная переменная звезда в созвездии Возничего на расстоянии (вычисленном из значения параллакса) приблизительно 1433 световых лет (около 439 парсеков) от Солнца. Видимая звёздная величина звезды — от +16m до +8m.

## Характеристики
RU Возничего — красная пульсирующая переменная звезда, мирида (M) спектрального класса M7e-M9e или M8. Эффективная температура — около 3281 К.